# 関口博之
関口 博之（せきぐち ひろゆき、1957年生まれ）は、元NHK解説委員。現在はフリーの経済ジャーナリスト。

## 人物・経歴
神奈川県横浜市磯子区出身。栄光学園中学校・高等学校卒。1979年、一橋大学法学部卒業後、NHKに記者として入局。東京では報道局経済部記者として数多くの経験を積んだ後、2001年に解説委員に就任。後に解説主幹昇格。担当は経済政策・企業戦略等で、『経済羅針盤』の編集長兼キャスター、『経済最前線』編集長兼キャスターなどとして出演した。
2011年元日、NHKスペシャル「ニッポンの生きる道」で司会を務めた後、同年6月からは2年間北九州放送局長を務めた。在任中は財団法人北九州市芸術文化振興財団理事、財団法人アジア女性交流・研究フォーラム理事、北九州市地域福祉振興協会委員、北九州市立いのちのたび博物館協議会委員等も務めた。
2013年6月14日付の定期幹部人事で解説委員室に復帰し、2014年6月から2017年６月まで解説副委員長を務めた。
2017年4月から2021年3月まで「おはよう日本・おはBiz」キャスターを務める。
この間、解説委員として、企業戦略、エネルギー問題、グリーン・イノベーション、コーポレート・ガバナンス、成長戦略、産業政策などを幅広く解説。
2022年１月にNHKを定年退局すると同時に経済ジャーナリストとして活動する。
同年４月からはNHK名古屋放送局「まるっと！・東海すごいぜ！」のキャスターとして出演。また、同年12月からはtvk(テレビ神奈川)の「神奈川経済TOP INTERVIEW」のキャスターも。その他、講演会などにも多数出演。
2022年6月より東京ガス株式会社社外取締役。

## 担当番組
- BS23・経済最前線
- 経済羅針盤
- 経済ワイド ビジョンe
- NHKスペシャル 21世紀 日本の課題 よみがえれ日本経済
- NHKスペシャル ニッポンの生きる道
- NHKニュース「おはよう日本 ・おはBiz」
- NHK名古屋放送局「まるっと！・東海すごいぜ！」
- tvkテレビ神奈川「神奈川経済TOP INTERVIEW」